# Bacopa salzmannii
Bacopa salzmannii är en grobladsväxtart som först beskrevs av George Bentham, och fick sitt nu gällande namn av Wettstein. Bacopa salzmannii ingår i släktet tjockbladssläktet, och familjen grobladsväxter. Inga underarter finns listade i Catalogue of Life.